# Parallelia pyrrhargyra
Parallelia pyrrhargyra là một loài bướm đêm trong họ Erebidae.